# علم الخلية النسائي

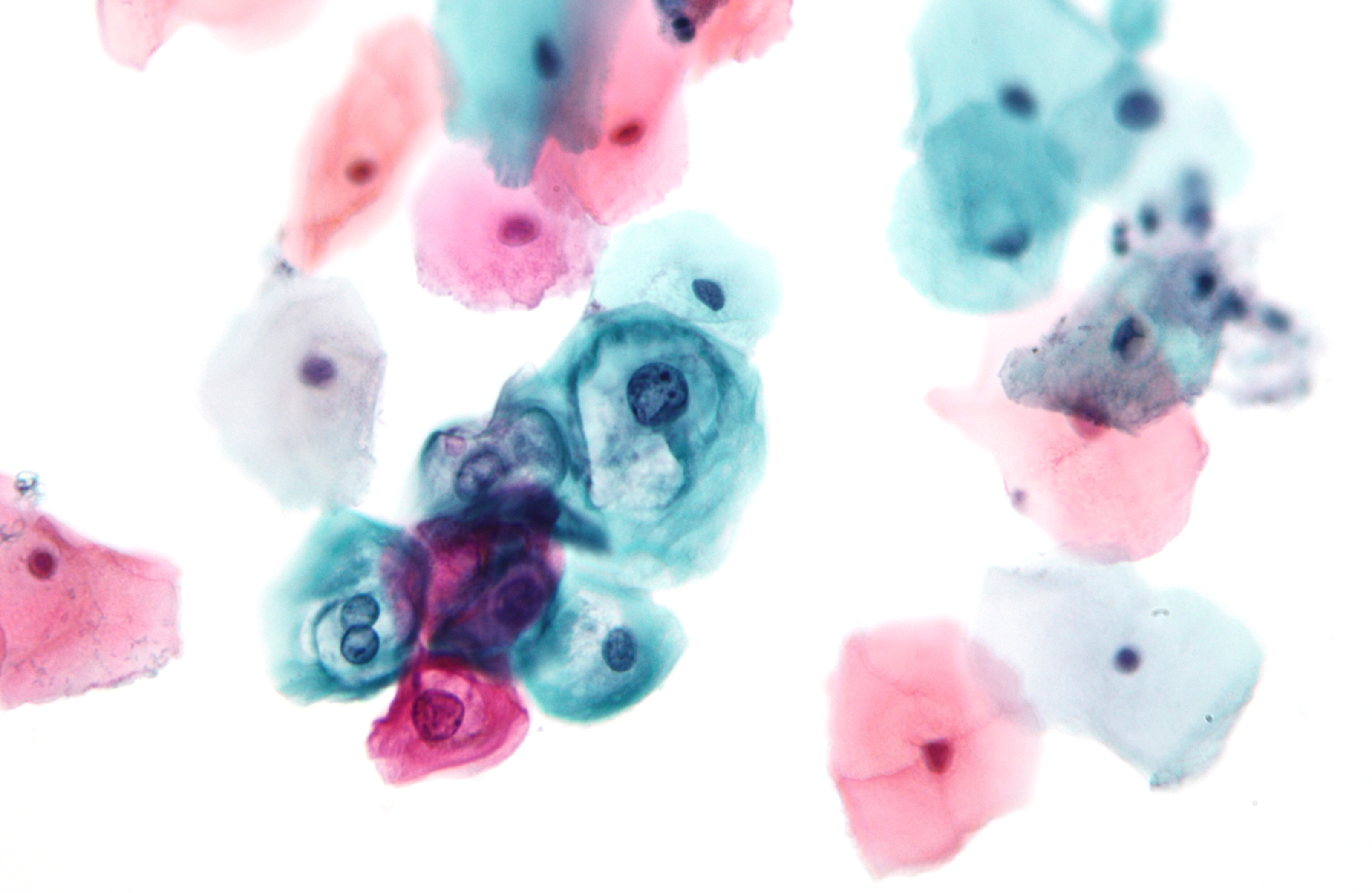
اختبار مسحة عنق الرحم تظهر آفة حرشفية منخفضة الدرجة داخل الطبقة الظهارية (LSIL).

علم الخلية النسائي (بالإنجليزية: Gynaecologic cytology)‏ هو مجالٌ في علم الأمراض، يُعنى بدراسة اضطرابات الجهاز التناسلي الأنثوي. يُعد اختبار لطاخة بابانيكولاو الفحص الأكثر شيوعًا في هذا المجال، والذي يُستخدم لفحص الآفات التي يحتمل أن تكون سرطانية في عنق الرحم. يمكن أيضًا استخدام علم الخلايا لفحص اضطرابات المبيض والرحم والمهبل والفرج.